# Yumi Ishikawa
Yumi Ishikawa (en japonès: 石川 優実, Ishikawa Yumi) (Komaki, Prefectura d'Aichi, 1 de gener de 1987) és una actriu, model i escriptora japonesa. Impulsora del moviment KuToo. El 2019 la BBC la va incloure a la seua llista de les 100 Dones més inspiradores i influents de l'any.

## Carrera
Nascuda l'1 de gener de 1987 a la ciutat de Komaki, a la Prefectura d'Aichi, Ishikawa va créixer a Tajimi, una ciutat de la Prefectura de Gifu.
El 2004 va començar a treballar com a gravure idol (models que posen amb actitud provocativa o suggestiva per a revistes masculines, llibres de fotos i portades de DVD, normalment impreses amb la tècnica del rotogravat, d'on prenen el nom gravure). El 2008 va començar la seva carrera com a actriu, el 2014 va protagonitzar la pel·lícula Onna no Ana i el 2016 la pel·lícula Yûwaku wa Arashi no Yoru ni, dirigida per Shinji Imaoka.

## Moviment #KuToo
El gener del 2019, Yumi Ishikawa, que treballava de recepcionista a temps parcial en una funerària, va escriure a Twitter una queixa sobre l'obligatorietat de dur talons a la feina que va ser compartida per gairebé 30.000 persones i va rebre l'adhesió de 67.000 usuaris. Davant la repercussió de la seva denúncia va decidir llançar una petició per internet a través de Change.org per demanar a les autoritats japoneses una llei que prohibís a les empreses obligar les treballadores a vestir sabates de taló, una tradició força estesa al país.
El juny del 2019 la petició va ser lliurada al Ministeri de Salut, Treball i Benestar del govern japonès encapçalat per Shinzō Abe, perquè segons la seva impulsora, l'ús continuat dels tacons "impacta en la productivitat i la salut de les treballadores", ja que aquest tipus de calçat afavoreix l'aparició de butllofes, galindons i problemes de circulació així com dolors d'esquena. La campanya, amb més repercussió a escala internacional que nacional, de seguida va ser emmarcada com una qüestió de salut més que no pas de gènere en un país amb una forta desigualtat de gènere.
El nom del moviment KuToo, inspirat en el moviment Me Too, és un joc de paraules derivat dels mots japonesos que designen a les sabates (kutsu) i al dolor (kutsū).